# Larissa Igorewna Brytschewa

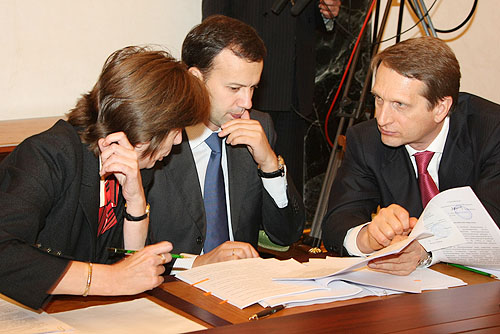
Larissa Igorewna Brytschewa bei einer Konsultation mit Arkadi Dworkowitsch und Sergei Naryschkin 2008

Larissa Igorewna Brytschewa (russisch Лариса Игоревна Брычёва; * 26. Mai 1957 in Moskau, RSFSR, UdSSR) ist eine russische Juristin und Politikerin. Sie ist Assistentin des Präsidenten der Russischen Föderation und Leiterin der Abteilung für Staatsrecht beim russischen Präsidenten. Sie bekleidet den Rang eines Wirklichen Staatsrats 1. Klasse der Russischen Föderation.

## Biographie
Brytschewa absolvierte 1981 mit Auszeichnung die juristische Fakultät der Lomonossow-Universität Moskau. Vier Jahre später erlangte sie eine Aspirantur am Staats- und Rechtsinstitut der Akademie der Wissenschaften der UdSSR. Hier war sie im Anschluss daran bis 1987 als wissenschaftliche Mitarbeiterin tätig.
Von 1987 bis 1992 arbeitete Brytschewa als Herausgeberin und stellvertretende Chefredakteurin des Magazins „Sowjetischer Staat und Recht“. Danach war sie kurzzeitig Chefspezialistin im Gesetzgebungsausschuss des Obersten Sowjets der Russischen Föderation. Parallel dazu leitete sie die Ratskommission für Wirtschaftsreformen des Obersten Sowjets.
Von 1993 bis 1999 bekleidete Brytschewa verschiedene hochrangige Regierungsämter. Sie wurde als Leiterin der russischen Präsidialverwaltung eingesetzt und war Chefin des Exekutivbüros des bevollmächtigten Vertreters des russischen Präsidenten in der Föderationsversammlung sowie stellvertretende Leiterin der Abteilung für Staatsrecht.
Seit 1999 führt Brytschewa die Abteilung für Staatsrecht beim russischen Präsidenten. 
Im Jahr 2004 wurde Brytschewa zur Assistentin des russischen Präsidenten berufen.

## Sonstiges
Brytschewa ist „Kandidatin“ der Rechtswissenschaften und verdiente Anwältin Russlands. Sie wurde mehrmals ausgezeichnet, unter anderem mit den Verdienstorden für das Vaterland der 2. und 4. Klasse.